# Apocalipsa lui Șadrac

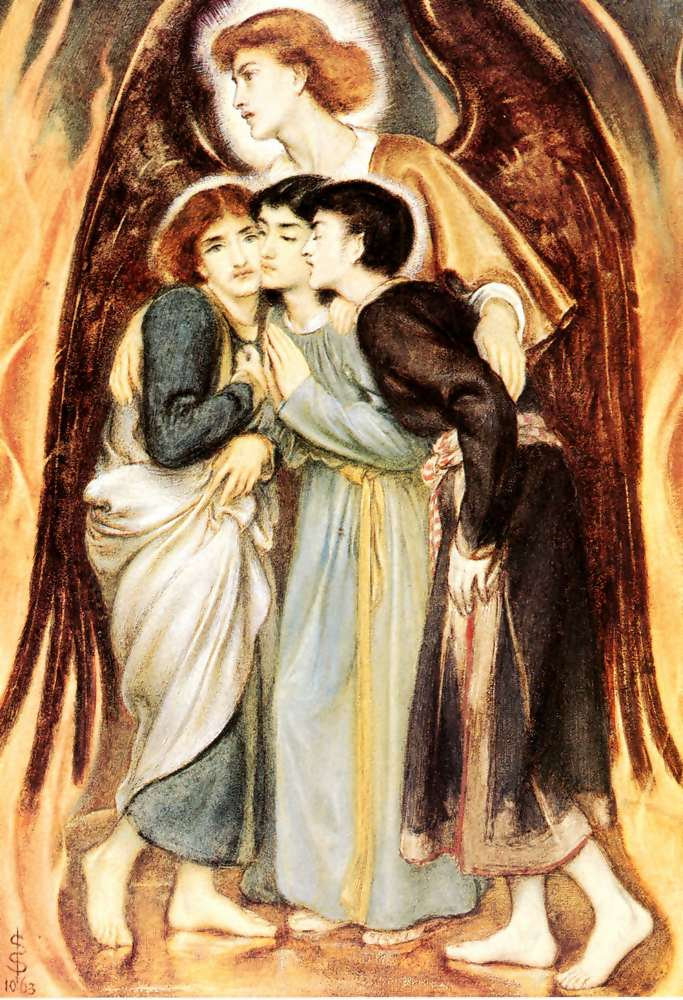
Șadrac, Meșac și Abed-Nego (Shadrach, Meshach, and Abednego), pictură din 1863 de Simeon Solomon

Apocalipsa lui Șadrac, cunoscută și sub numele de Cuvântul lui Șadrac, este un text apocrif vechi. Cartea conține o conversație a lui Șadrac cu Dumnezeu despre moartea sufletului și pocăință, conversație intercalată cu imnuri și rugăciuni. Principala temă teologică este universalitatea milei lui Dumnezeu și posibilitatea pocăinței, respinsă de un om păcătos.

## Titlu
Șadrac este numele unuia dintre cei trei iudei pe care regele babilonian Nebucadnețar i-ar fi aruncat în cuptorul aprins, așa cum este relatat în Cartea lui Daniel, capitolul 3. O altă variantă ar fi o posibilă denaturare a numelui Esdras, forma greacă a lui Ezra, mai ales că textul are o asemănare foarte mare cu alte texte apocrife atribuite lui Ezra, cum ar fi Apocalipsa lui Ezra.

## Conținut
Ca multe alte scrieri apocaliptice, textul povestește modul în care Șadrac a primit o viziune a raiului, descriind mai întâi pe cineva trimis de Dumnezeu să-l ducă acolo. În Apocalipsa lui Șadrac, Iisus este cel care vine să-l ia pe Șadrac, dar în timp ce textul pare superficial creștin, pare a fi bazat pe un text evreiesc anterior, fiind înlocuit numele unui arhanghel cu cel al lui Iisus.
Spre deosebire de alte texte apocaliptice, Apocalipsa lui Șadrac discută foarte mult probleme de etică, în special pocăința, iar Dumnezeu este milostiv. Într-un contrast evident cu atitudinea amară exprimată adesea în literatura apocaliptică, Dumnezeu este descris ca fiind răbdător, dornic să-i ajute pe oameni să facă alegerile corecte și dornic să le permită să se pocăiască la fiecare ocazie, iar liber arbitrul este văzut ca ceva dat cu bunăvoință, nu ca un truc vicios.

## Vezi și
- Literatură apocaliptică